# Педріньйо
Педро Вітор Делміно да Сілва (порт. Pedro Victor Delmino da Silva; нар. 13 квітня 1998, Масейо), більш відомий як Педріньйо (порт. Pedrinho) — бразильський футболіст, правий вінгер і атакувальний півзахисник клубу «Шахтар» (Донецьк).

## Клубна кар'єра
Педріньйо перейшов в академію «Корінтіанса» у 2013 році, до цього він грав в академії клубу «Віторія» (Салвадор).
19 березня 2017 року Педріньйо дебютував в основному складі «Корінтіанс», вийшовши на заміну в матчі Ліги Пауліста проти клубу «Ферровіарія» і швидко став основним гравцем клубу, у складі якого тричі поспіль виграв чемпіонат штату та одного разу чемпіонат Бразилії.
11 березня 2020 року Педріньйо став гравцем лісабонської «Бенфіки», підписавши контракт до 2025 року. Сума трансферу склала 20 млн євро. У сезоні 2020/21 за столичну команду взяв участь в 31 матчі й забив 1 гол в усіх турнірах, так і не ставши основним гравцем.
9 червня 2021 року «Бенфіка» оголосила, що за 18 мільйонів євро продала футболіста донецькому «Шахтарю». 13 червня 2021 року Педріньйо підписав п'ятирічний контракт з українським клубом.

## Виступи за збірну
Педріньйо виступав за олімпійську збірну Бразилії, з якою виграв Турнір у Тулоні у 2019 році (4 матчі, 1 гол) та став віцечемпіоном Передолімпійського турніру КОНМЕБОЛ у 2020 році, що дозволило команді поїхати на Олімпійські ігри 2021 року в Токіо.

## Досягнення
- Чемпіон Бразилії (1): 2017
- Чемпіон штату Сан-Паулу (3): 2017, 2018, 2019
- Володар Суперкубка України (1): 2021
- Володар Кубка України (1): 2024/25